# Cherokee (Iowa)
Cherokee ist eine Stadt (mit dem Status „City“) und Verwaltungssitz des Cherokee County im US-amerikanischen Bundesstaat Iowa. Das U.S. Census Bureau hat bei der Volkszählung 2020 eine Einwohnerzahl von 5.199 ermittelt.

## Geografie
Cherokee liegt im Nordwesten Iowas am Little Sioux River, einem linken Nebenfluss des Missouri.
Die geografischen Koordinaten von Cherokee sind 42°44′58″ nördlicher Breite und 95°33′06″ westlicher Länge. Die Stadt erstreckt sich über eine Fläche von 16,71 km² und ist die größte Ortschaft innerhalb der Cherokee Township. Ein kleiner Teil des Stadtgebiets erstreckt sich bis in die südlich benachbarte Pilot Township.
Nachbarorte von Cherokee sind Larrabee (12,8 km nördlich), Aurelia (13,3 km ostsüdöstlich), Holstein (29,2 km südlich), Quimby (16,9 km südsüdwestlich), Meriden (10,6 km nordwestlich) und Cleghorn (17,5 km in der gleichen Richtung).
Die nächstgelegenen größeren Städte sind die Twin Cities in Minnesota (Minneapolis und Saint Paul) (391 km nordöstlich), Rochester in Minnesota (377 km ostnordöstlich), Cedar Rapids (383 km ostsüdöstlich), Iowas Hauptstadt Des Moines (278 km südöstlich), Kansas City in Missouri (459 km südlich), Nebraskas größte Stadt Omaha (207 km südsüdwestlich), Sioux City (87,3 km südwestlich) und South Dakotas größte Stadt Sioux Falls (179 km nordwestlich).

## Verkehr
Der U.S. Highway 59 verläuft in Nord-Süd-Richtung als Hauptstraße durch Cherokee. Im Norden des Stadtgebiets kreuzt der Iowa State Highway 3. Alle weiteren Straßen sind untergeordnete Landstraßen, teils unbefestigte Fahrwege sowie innerörtliche Verbindungsstraßen.
Von Nordwest nach Südost führt eine Eisenbahnlinie für den Frachtverkehr der Canadian National Railway (CN) durch das Stadtgebiet von Cherokee.
Mit dem Cherokee County Regional Airport befindet sich im Süden des Stadtgebiets ein kleiner Flugplatz. Die nächsten Verkehrsflughäfen sind der Des Moines International Airport (284 km südöstlich), das Eppley Airfield in Omaha (200 km südsüdwestlich), der Sioux Gateway Airport in Sioux City (95,3 km südwestlich) und der Sioux Falls Regional Airport (193 km nordwestlich).

## Bevölkerung
Nach der Volkszählung im Jahr 2010 lebten in Cherokee 5253 Menschen in 2316 Haushalten. Die Bevölkerungsdichte betrug 314,4 Einwohner pro Quadratkilometer. In den 2316 Haushalten lebten statistisch je 2,14 Personen.
Ethnisch betrachtet setzte sich die Bevölkerung zusammen aus 95,5 Prozent Weißen, 1,0 Prozent Afroamerikanern, 0,3 Prozent amerikanischen Ureinwohnern, 0,7 Prozent Asiaten, 0,2 Prozent Polynesiern sowie 1,2 Prozent aus anderen ethnischen Gruppen; 1,1 Prozent stammten von zwei oder mehr Ethnien ab. Unabhängig von der ethnischen Zugehörigkeit waren 2,9 Prozent der Bevölkerung spanischer oder lateinamerikanischer Abstammung.
20,2 Prozent der Bevölkerung waren unter 18 Jahre alt, 57,0 Prozent waren zwischen 18 und 64 und 22,8 Prozent waren 65 Jahre oder älter. 51,4 Prozent der Bevölkerung waren weiblich.
Das mittlere jährliche Einkommen eines Haushalts lag bei 37.936 USD. Das Pro-Kopf-Einkommen betrug 24.355 USD. 6,5 Prozent der Einwohner lebten unterhalb der Armutsgrenze.

## Bekannte Bewohner
- Ardyth Alton (1916–2007) – Cellistin und Musikpädagogin
- Ralph J. Block (1889–1974) – Filmproduzent und Drehbuchautor – geboren und aufgewachsen in Cherokee
- Guy Gillette (1879–1973) – demokratischer US-Senator (1936–1945) – geboren und aufgewachsen in Cherokee
- William H. Hornibrook (1884–1946) – Politiker und Diplomat – geboren in Cherokee
- Royal C. Johnson (1882–1939) – langjähriger republikanischer Abgeordneter des US-Repräsentantenhauses (1915–1933) – geboren in Cherokee
- Edward Lindberg (1886–1978) – Leichtathlet und Olympiasieger – geboren in Cherokee
- John D. Ryan (1915–1983) – General und 1969–1973 Stabschef der Air Force – geboren und aufgewachsen in Cherokee
- Harold D. Schuster (1902–1986) – Filmregisseur und Filmeditor – geboren in Cherokee
- Adam Timmerman (* 1971) – American-Football-Spieler – geboren und aufgewachsen in Cherokee
- Stanton Warburton (1865–1926) – republikanischer Abgeordneter des US-Repräsentantenhauses (1911–1913) – aufgewachsen in Cherokee